# 気象庁マグニチュード
気象庁マグニチュード（きしょうちょうマグニチュード、Mj, MJMA）は、日本の気象庁の定める地震のエネルギー量を表す指標値（マグニチュード）である。
気象庁の公式報告として利用され、日本で単に「マグニチュード（M）」と報告された値は一般的に気象庁マグニチュードの値である。2003年の約80年前まで遡って一貫した方法で決定され、モーメント・マグニチュードともよく一致している。
マグニチュードには国際標準の規格がなく、気象庁マグニチュードは日本固有の指標値であるが、他国で用いられている指標値とおおよそ同じ値をとる。ただし、M8を越える巨大地震では過小測定するため、気象庁の公式報告でも気象庁マグニチュードと併行してモーメント・マグニチュードも利用される。
なお、気象庁の地震に関する指標値（震度）には気象庁震度階級もある。

## 歴史
気象庁マグニチュードは1920年代まで遡って気象庁の報告・記録する地震のエネルギー量を表す指標値として利用されている。1970年代後半、地面が動く速度を観測可能な高感度地震計を整備してから、規模の小さな地震では地面の動く速度からマグニチュードを測定する速度マグニチュードを導入した。整備直後は速度マグニチュードを計測する実験式を定めるための蓄積情報が十分に集まっていかなかったため、速度マグニチュードで測定した気象庁マグニチュードの精度は低かった。2000年代初頭に、速度マグニチュードのための蓄積情報が集まったこと、速度マグニチュードと変位マグニチュードの計測法を切り替える閾値周辺に誤差があること、変位マグニチュードと他国で利用されているモーメント・マグニチュードに差異があることから、気象庁マグニチュードの値の見直しが実施された。2001年4月23日に一部の地震の気象庁マグニチュードが更新され、2003年9月25日に気象庁マグニチュードを計測する実験式・経験式の改定が行われた。

## 計測
気象庁マグニチュードは地震計で観測した地震波による地面の動く速度もしくは変位から値が計測される。
小規模の地震では、高周波成分が強調され、ノイズが含まれづらい地面が動く速度を測定し、測定した値からマグニチュードを計測する速度マグニチュードを利用する。中規模以上の地震では、低周波成分が強調され、マグニチュードの飽和の上限の高い変位マグニチュードを利用する。それぞれの計測法の利用範囲はおおよそマグニチュード3を閾値にして利用計測法を切り替える。閾値の前後で速度マグニチュードと変位マグニチュードが同値となるよう実験式・経験式は設計されており、計測法の切り替えによって異なるマグニチュードが計測されることはない。
気象庁マグニチュードは計測の情報源・計測にかかる時間によって幾つか段階を踏んで計測・報告される。
速報値
地震発生直後の緊急地震速報で報告される限られた地震観測点の表面波から計測されたマグニチュード。S波の測定、P波の測定で都度再計測され、一定値以上に値が更新された場合は連続して報告される。
暫定値
地震発生翌日に報告される速報値より多くの地震観測点の地震波から計測されたマグニチュード。速報値より精度は高いが情報の収集、値の計測に時間がかかる。ただし、規模の大きな地震では翌日を待たず、報道発表資料などで暫定値が報告される。
公式記録
後日に地震の観測情報を精査して計測・報告されるマグニチュード。気象庁の公式記録として残される。

## 計算方法

### 2003年9月24日以前
2003年9月24日までは、下記のように、変位マグニチュードと速度マグニチュードを組み合わせる方法により計算していた。
変位計（h≦60km）の場合

{\displaystyle M_{j}=\log A+1.73\log \Delta -0.83}（Aは周期5秒以下の最大振幅）
変位計（h≧60km）の場合

{\displaystyle M_{j}=\log A+K(\Delta ,h).}（K（Δ,h）は表による）
速度計の場合

{\displaystyle M_{j}=\log A_{Z}+1.64\log \Delta +\alpha .}（AZは最大振幅、αは地震計特性補正項）

### 2003年9月25日以降
変位マグニチュードは、系統的にモーメント・マグニチュードとずれることがわかってきたため、差異が小さくなるよう、2003年9月25日からは計算方法を改訂し（一部は先行して2001年4月23日に改訂）、あわせて過去の地震についてもマグニチュードの見直しを行った。
変位によるマグニチュード

{\displaystyle M_{d}={\frac {1}{2}}\times \log(\mathrm {A_{n}} ^{2}+\mathrm {A_{e}} ^{2})+\beta _{d}(\Delta ,H)+C_{d}.}（An, Aeの単位は10-6m）
ここで、βdは震央距離と震源深度の関数（距離減衰項）であり、Hが小さい場合には坪井の式に整合する。Cdは補正係数。
速度振幅によるマグニチュード

{\displaystyle M_{v}=\alpha \times \log(A_{z})+\beta _{v}(\Delta ,H)+C_{v}.}（Azの単位は10-5m/s）
ここで、βvはMdと連続しながら、深さ700km、震央距離2000kmまでを定義した距離減衰項である。Cvは補正係数。

## 特性
気象庁マグニチュードは、変位マグニチュード・速度マグニチュードの2つの計測法を用いており、2つの計測法はいずれも地震波の情報を計測するため、表面波マグニチュード・実体波マグニチュードと同系統の特性を持つ。
地震波の観測からマグニチュードを計測するため、比較的計測に時間のかかる地震モーメントを利用するモーメント・マグニチュードに比べて確定した計測結果が早く出る。一方で、地震波の観測値は地盤によるエネルギーの吸収の影響を受けてマグニチュードの飽和が発生する可能性があり、M8辺りから気象庁マグニチュードはモーメント・マグニチュードに比べて小さい値を計測する傾向にある。逆にM7以下では気象庁マグニチュードはモーメント・マグニチュードに比べて大きい値を計測する傾向にある。

## 報告
気象庁は1920年代以降の計測情報の残っている地震に対して、気象庁マグニチュード（M）を計測して情報を公開している。2010年以降のモーメント・マグニチュードが6.5以上の地震に対しては、気象庁マグニチュード（M）とモーメント・マグニチュード（Mw）を計測して情報を公開している。緊急地震速報では、例外的に気象庁マグニチュードではなくモーメント・マグニチュードをマグニチュード（M）の値として報告する。この際、表面波のS波から気象庁マグニチュードを計測し、気象庁マグニチュードをモーメント・マグニチュードに変換した値を推定マグニチュードとする。気象庁マグニチュードからモーメント・マグニチュードへの変換式には議論があり複数の提案があるが、限定条件下で速報性が必要とされる状況から、単純な一次式での変換を採用している。
2011年に日本近海で起きた東北地方太平洋沖地震（東日本大震災）のマグニチュードは、発生直後の速報値ではM7.9、同日16時に発表された暫定値ではM8.4、モーメント・マグニチュードではMw9.0と公式報告されている。